# Maud d’Orby
Maud d'Orby ou Dorby, née à Valladolid en 1851 et morte en 1929, est une chanteuse d'opérettes et commère de revues,. 
Elle s'est produite à Paris, à Bruxelles et à Monte-Carlo, pendant la Belle Époque et a servi aussi de modèle à des photographes.

## Biographie
Elle débute au théâtre lyrique de la Galerie Vivienne, où elle joue l'opéra-comique; de là, elle passe à l'Olympia où elle se fait remarquer dans plusieurs opérettes, notamment dans Jean qui pleure et Jean qui rit, Leur Femme et Mé-Na-Ka. Elle crée Un Déjeuner sur l'herbe, Vision, d'Edmond Missa; puis Barbe-Bleue, de Charles Lecoq.
Engagée aux Bouffes-Parisiens, en 1898, elle crée le rôle de Christiane dans Le Soleil de minuit, Clara Vernier, de La Demoiselle aux Camélias et Céleste de Véronique. Elle joue Rébecca dans Joséphine vendue par ses sœurs.
En 1901, elle est engagée au théâtre Royal des Galeries Saint-Hubert de Bruxelles.

## Opérettes
- 1897 : Leur femme, opérette de P. Fournier, musique d'Edmond Missa, 22 mai, à l'Olympia.
- 1897 : Un déjeuner sur l'herbe, opérette-ballet, à l'Olympia[7].
- 1898 : Mam'zelle Moucheron, opéra bouffe d'Eugène Leterrier et Albert Van Loo, musique d'Offenbach, à l'Olympia[8]
- 1898 : Vision !, ballet-pantomime de Léon Roger-Millès, musique d'Edmond Missa, à l'Olympia[4],[9].
- 1898 : Mé-Na-Ka, opérette de Paul Ferrier, à l'Olympia, Ko-Ci-Ko[10].
- 1898 : Barbe-Bleue, livret de R. de Saint-Geniès, musique de Charles Lecoq, à l'Olympia.
- 1898 : Le Soleil de minuit, opérette de Charles Nuitter et Alexandre Beaumont, musique d'Albert Renaud, au théâtre des Bouffes Parisiens, 14 octobre, Christiane[11].
- 1898 : Véronique, opérette d'André Messager sur un livret d'Albert Vanloo et Georges Duval, création au théâtre des Bouffes Parisiens, 10 décembre, Céleste[12],[13].
- 1899 : La Demoiselle aux camélias, opérette de Eugène et Edouard Adonis, musique d'Edmond Missa, aux Bouffes-Parisiens, 4 octobre, Clara[14],[15],[16],[17].
- 1899 : Shakespeare !, opérette-bouffe de Paul Gavault et P.L. Flers, musique de Gaston Serpette, aux Bouffes-Parisiens, 23 novembre, nièce de Lord Winning Post[18],[19].
- 1899 : Joséphine vendue par ses sœurs, opéra-bouffe de Paul Ferrier et Fabrice Carré, musique de Victor Roger, reprise aux Bouffes-Parisiens, Rébecca[5].
- 1900 : François les bas-bleus, opéra comique, livret d'Ernest Dubreuil, Eugène Humbert, Paul Burani, musique de Firmin Bernicat, complété par André Messager, reprise au théâtre des Bouffes-Parisiens, le 17 janvier, Nicolet[20],[21].
- 1901 : Les Saltimbanques, opérette de Louis Ganne, sur un livret de Maurice Ordonneau, reprise à l'Opéra de Monte-Carlo[22]
- 1908 : Vera Violetta, opérette d'Edmond Eysler, adaptation de Redelsperger, à l'Olympia, 6 novembre[23],[24].
- 1908 : La Poudre d'escampette, opérette de Celval et Charley, à Parisianna, Louisette[25],[26].

## Revues
- 1897 : Paris-Toqué, revue d'Alphonse Franck, à l'Olympia[27],[28].
- 1901 : Revue de Georges Garnier, théâtre des galeries à Bruxelles[29].
- 1903 : A l'Alca...tiare!..., revue de Charles Quinel à l'Alcazar d'été[30],[31].
- 1904 : Tout l'ba-ta-clan, revue au Ba-ta-clan[32].
- 1904 : La Revue des ambassadeurs d'Henry de Gorsse et Georges Nanteuil[33].
- 1904 : Paris-Potins, revue de Dominique Bonnaud et Numa Blés, à la Scala[34],[35].
- 1904 : Y a du linge, revue de Charles Clairville et Adrien Vély, à La Cigale[36].

## Spectacles divers
- 1901 : Entre amants, d'Émile Bessière, au théâtre de la tour Eiffel[6],[37],
- 1901 : La Tour-Messieurs !, au théâtre de la tour Eiffel[38],[39].
- 1903 : À la Gaité-Rochechouart[40].
- 1903 : Au jardin de Paris[41].

## Iconographie
Elle a été représentée à plusieurs reprises par Jean Reutlinger, ces photos ont été vendues et publiées dans des magazines tels que Le Figaro modes, Paris qui chante.... Son apparence se caractérise par de beaux vêtements avec de grands chapeaux avec des plumes et des fleurs et des robes avec des bijoux, avec une préférence pour les perles. À l'exposition, Photographie Artistique et Industrielle à Bruxelles, en 1900, des photographies d'elle sont exposées. Certaines photos ont également été prises entre 1910 et 1917 par le photographe Jean Agélou qui s'est consacré à la photographie érotique.